# Chaetodon semilarvatus

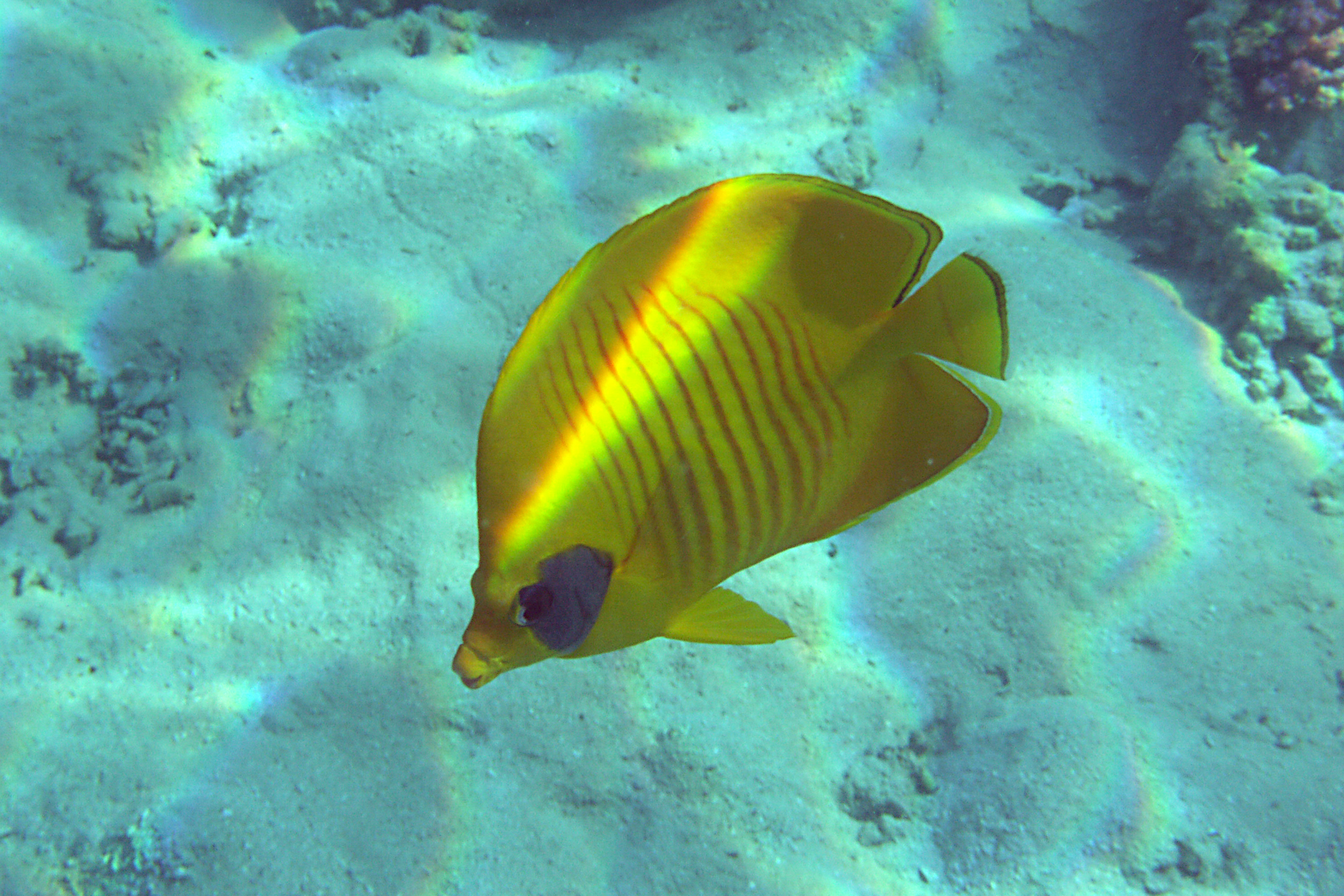

Chaetodon semilarvatus, motylek addis, motylek niebieskopoliczkowy – gatunek morskiej ryby z rodziny chetonikowatych (Chaetodontidae). Występuje w północno-zachodnim Oceanie Indyjskim (w Morzu Czerwonym i Zatoce Adeńskiej). Ryba ta ma jasnożółte ciało znaczone cienkimi, pionowymi, czerwonymi liniami. Za oczami występuje szara plama, podczas gdy większość spokrewnionych z nią gatunków ma pasek pod oczami. Płetwy grzbietowa, odbytowa, miedniczna i ogonowa są żółte. Jest to stosunkowo duży gatunek Chaetodona, który może osiągnąć maksymalną długość 23 cm, chociaż wielkość 15 cm jest bardziej typowa.
Jest jednym z nielicznych gatunków ryb, które dobierają się w trwałe pary. Na wolności zjada twarde koralowce, a także bezkręgowce bentosowe. Jest to pospolity gatunek występujący na obszarach bogatych w koralowce. Często pojawiają się na rafie w parach lub małych ławicach. Nie są zbytnio płochliwe.  Często unoszą się w nieruchomej pozycji przez długi czas pod występami koralowców płytowych z rodzaju Acropora. Jest to gatunek jajorodny, który podczas tarła tworzy pary. Można go spotkać na głębokości od 1 do 20 m. Po raz pierwszy został opisany w 1831 r. przez francuskiego anatoma Georgesa Cuviera, jako ryba z Morza Czerwonego.